# Municipio de Mount Pleasant (Indiana)
El municipio de Mount Pleasant (en inglés: Mount Pleasant Township) es un municipio ubicado en el condado de Delaware en el estado estadounidense de Indiana. En el año 2010 tenía una población de 14102 habitantes y una densidad poblacional de 160,42 personas por km².

## Geografía
El municipio de Mount Pleasant se encuentra ubicado en las coordenadas 40°10′55″N 85°30′30″O / 40.18194, -85.50833. Según la Oficina del Censo de los Estados Unidos, el municipio tiene una superficie total de 87.91 km², de la cual 87.28 km² corresponden a tierra firme y (0.72%) 0.63 km² es agua.

## Demografía
Según el censo de 2010, había 14102 personas residiendo en el municipio de Mount Pleasant. La densidad de población era de 160,42 hab./km². De los 14102 habitantes, el municipio de Mount Pleasant estaba compuesto por el 94.15% blancos, el 2.14% eran afroamericanos, el 0.21% eran amerindios, el 1.73% eran asiáticos, el 0.08% eran isleños del Pacífico, el 0.38% eran de otras razas y el 1.31% pertenecían a dos o más razas. Del total de la población el 1.65% eran hispanos o latinos de cualquier raza.